# 미디어 비평 (KBS 텔레비전 프로그램)
미디어 비평은 2008년 11월 21일부터 2013년 4월 5일까지 방송된 비평 프로그램이다.

## 기획 의도
미디어 업계의 잘못된 취재와 관행을 고발하는 비평 프로그램이다.

## 방송 시간
| 방송 채널 | 방송 기간                           | 방송 시간                            |
| --------- | ----------------------------------- | ------------------------------------ |
| KBS 1TV   | 2008년 11월 21일 ~ 2010년 12월 24일 | 매주 금요일 밤 11시 30분 ~ 12시      |
| KBS 1TV   | 2011년 1월 7일 ~ 2013년 4월 5일     | 매주 금요일 밤 11시 40분 ~ 12시 10분 |

## 진행자
| 역대 | 진행자                        | 진행 기간                          |
| ---- | ----------------------------- | ---------------------------------- |
| 1대  | 조현진 기자                   | 2008년 11월 21일 ~ 2009년 2월 27일 |
| 2대  | 이승기(21기) 뉴스제작3부 기자 | 2009년 3월 6일 ~ 2011년 7월 22일   |
| 3대  | 이소정(29기) 기자             | 2011년 8월 5일 ~ 2013년 4월 5일    |

## 타이틀 변천사
| 기수 | 타이틀            | 방송 기간                          |
| ---- | ----------------- | ---------------------------------- |
| 1기  | 미디어 포커스     | 2003년 6월 28일 ~ 2008년 11월 15일 |
| 2기  | 미디어 비평       | 2008년 11월 21일 ~ 2013년 4월 5일  |
| 3기  | 미디어 인사이드   | 2013년 4월 14일 ~ 2016년 4월 17일  |
| 4기  | 저널리즘 토크쇼 J | 2018년 6월 17일 ~ 2020년 12월 13일 |
| 5기  | 질문하는 기자들 Q | 2021년 4월 18일 ~ 2022년 3월 6일   |
| 6기  | 시사멘터리 추적   | 2022년 5월 1일 ~ 2022년 12월 25일  |
| 7기  | 9층 시사국        | 2023년 2월 1일 ~ 2023년 12월 30일  |
| 8기  | 더 보다           | 2024년 2월 18일 ~ 현재             |

## 같이 보기
- 취재파일 K
- KBS 뉴스 옴부즈맨

1. ↑  現 보도본부 뉴스제작3부 기자